# حسینیه پائین دست
حسینیه پائین دست مربوط به دوره صفویه - دوره قاجاریه  است و در شهرستان نائین، بخش انارک، دهستان چوپانان، روستای نیستانک، محله بالاده واقع شده و این اثر در تاریخ ۸ بهمن ۱۳۸۵ با شمارهٔ ثبت ۱۷۰۳۶ به عنوان یکی از آثار ملی ایران به ثبت رسیده است.